# Exocentrus girardi
Exocentrus girardi är en skalbaggsart som beskrevs av Stefan von Breuning och Teocchi 1975. Exocentrus girardi ingår i släktet Exocentrus och familjen långhorningar. Inga underarter finns listade i Catalogue of Life.